# Шахба (молл)
Торговый центр «Шахба Молл» (араб. شهباء مول‎) — некогда крупнейший торговый центр в Алеппо, который был закрыт во время гражданской войны. Располагался в северной части Алеппо и занимал площадь в 125 000 квадратных метров. В торговом центре были представлены магазины модной одежды, бутики, магазины электроники, супермаркет, рестораны, кафе, крытый парк развлечений, картинг-трасса, кинотеатр и четырёхзвездочный отель на 250 номеров.
Главными магазинами в торговом центре были Carrefour и Virgin Megastores.
Торговый центр был закрыт на постоянной основе после того, как 16 октября 2014 года был повреждён в ходе гражданской войны в Сирии.

## История

### Период до гражданской войны в Сирии
Торговый центр Shahba Mall был одним из первых проектов, разработанных Сирийско-иорданской компанией по туризму и инвестициям в недвижимость (SJC). Он был открыт в последнем квартале 2009 года. Проект включал строительство четырёхзвёздочного отеля на 250 номеров, семиэтажного торгового центра, восьмиэкранного кинотеатра, бизнес-центра и 36 ресторанов и кафе. Торговый центр был расположен в северной части Алеппо, недалеко от автомагистрали, ведущей в Газиантеп, Турция. Стоимость строительства составила около 70 миллионов долларов США, что сделало его крупнейшим торговым центром в Сирии. Планировалось, что в нём будут работать магазины Carrefour и Virgin Megastores.

### Разрушение и последствия
В результате боевых действий во время гражданской войны в Сирии торговый центр был повреждён. Это привело к его закрытию 16 октября 2014 года. По мнению сирийских активистов, в результате бомбардировки торгового центра были задействованы военно-воздушные силы, поддерживающие правительство.
Согласно статье, опубликованной в 2015 году в The Guardian, торговый центр использовался в качестве тюрьмы, когда находился под контролем Исламского государства Ирака и Леванта.